# Sveriges Shogiförbund
Sveriges Shogiförbund organiserar shogi, japanskt schack, i Sverige.
Förbundet bildades officiellt den 20 mars 1997 på Göteborgs stadsbiblioteks kafé. Innan dess hade initiativtagaren, Martin Danerud, samlat folk till shogikvällar under ett halvårs tid.
Göteborgs Shogisällskap dominerade svensk shogi under förbundets tidiga historia. 2006 vann man till exempel sina femte raka Lag-SM-guldmedaljer.  Under senare år har emellertid flera starka spelare framträtt från Stockholmstrakten, och under åren 2016-2024 var det enbart Stockholmsspelare som vann SM-titeln (Lag-SM har varit mera oförutsägbar).
Förbundet är anslutet till Europeiska Shogiförbundet, FESA.  Tidigare utgav man också nyhetsbladet Shogi på svenska.